# 스퍼트!/와타시, 마케나이! ~하루카노테마~
〈스퍼트!/나, 지지 않아! (하루카의 테마)〉(일본어: スパート！／私、負けない！ 〜ハルカのテーマ〜 スパート！/わたしまけない！〜ハルカのテーマ〜[*])는 사토시(마츠모토 리카), 하루카(스즈키 카오리)의 싱글이다.

## 내용
- 〈스퍼트!〉는 TV 도쿄계 《포켓몬스터 AG》의 오프닝 테마이며, AG의 준주이공인 하루카(한국명은 봄이)가 자신에 대해서 노래한 〈나, 지지 않아! (하루카의 테마)〉는 엔딩 테마이다. 2곡 모두 AG의 마지막 주제가.
- 〈빅 냐스 디〉는 포렛몬 3D 영화 《포켓몬 3D 어드벤처2 피카츄의 해저 대모험》의 엔딩 테마이다.

## 수록곡
1. 스퍼트!(スパート) [2:58]
  - 노래: 마츠모토 리카
  - 작사: 토다 아키히토, 작곡 · 편곡: 타나카 히로카즈
2. 나, 지지 않아 (하루카의 테마)(私、負けない！ 〜ハルカのテーマ〜) [4:34]
  - 노래: 스즈키 카오리
  - 작사: 요시카와 초지, 작곡 · 편곡: 니시오카 카즈야
3. 빅 냐스 디(ビッグ・ニャース・ディ) [3:19]
  - 노래: 이누야마 이누코, 노리노리 걸즈
  - 작사: 피카츄 학예부, 작곡 · 편곡: 미토메 카즈미
4. 스퍼트! (오리저널 카라오케)
5. 나, 지지 않아 (하루카의 테마) (오리지널 카라오케)

| TV 애니메이션 《포켓몬스터 AG》 오프닝 테마 2006년 2월 23일(165화) ~ 2006년 9월 14일(192화) |                                          |            |
| 이전 곡: 타카야 아키나 〈배틀 프런티어〉                                                    | 마츠모토 리카 〈스퍼트!〉                | 다음 곡: - |
| TV 애니메이션 《포켓몬스터 AG》 엔딩 테마 2006년 4월 20일(173화) ~ 2006년 9월 14일(192화)   |                                          |            |
| 이전 곡: 가든 〈GLORY DAY (빛나는 그 날)〉                                                  | 카오리 〈나, 지지 않아 (하루카의 테마)〉 | 다음 곡: - |
| 1.                                                                                          |                                          |            |